# Rishod Sobirov
Rishod Rashidovich Sobirov (ur. 11 września 1986) – uzbecki judoka, brązowy medalista olimpijski, dwukrotny mistrz świata.
Największym sukcesem zawodnika jest brązowy medal igrzysk olimpijskich z Pekinu w kategorii do 60 kg. Sobirov powtórzył swój sukces 4 lata później, zdobywając brązowy medal w Londynie. Jest dwukrotnym mistrzem świata w swojej kategorii.
W 2010 roku zdobył złoty medal igrzysk azjatyckich w Kantonie (w kategorii do 60 kilogramów).
W 2016 roku zdobył złoty medal igrzysk olimpijskich w Rio de Janeiro (w kategorii do 66 kilogramów).